# Lions Gibraltar FC (vrouwenvoetbal)
Lions Gibraltar FC is een professionele Gibraltarese voetbal- en sportclub voor vrouwen, opgericht in 2013. Het eerste team speelt in de Gibraltar National League. Net als elke club op het schiereiland speelt ook Lions Gibraltar FC in het Victoriastadion. 

## Erelijst
- Gibraltar National League (6x) : 2013–2014, 2014–2015, 2020–2021, 2021–2022, 2022-2023, 2023-2034